# Slither – Voll auf den Schleim gegangen
Slither – Voll auf den Schleim gegangen ist eine Science-Fiction-Horrorkomödie mit Body-Horror- und Splatter-Elementen aus dem Jahre 2006. James Gunn schrieb das Drehbuch und führte Regie. Offizieller Kinostart in Deutschland war der 22. Juni 2006. Slither wurde mit mehreren Preisen ausgezeichnet, unter anderem den Chainsaw-Award für die höchste Zahl der Todesopfer.

## Handlung
Zu Beginn des Films sieht man einen Meteoriten in ein Waldstück nahe der beschaulichen amerikanischen Kleinstadt Wheelsy einschlagen. Ein Bewohner des Städtchens – der reiche Mr. Grant – ist nach einer sexuellen Abweisung seiner Ehefrau Starla frustriert und versucht sich mit einer alten Bekanntschaft in der örtlichen Kneipe abzulenken. Beim nächtlichen Spaziergang durch den Wald kommt er in Kontakt mit einem Organismus, der in Grant eindringt und fortan sein Wesen bis hin zur körperlichen Mutation beeinflusst. In dem verschlafenen Städtchen passieren immer mehr merkwürdige Dinge. Eine junge Frau verschwindet und dazu noch viele Haustiere und Nutztiere, von denen nur Körperteile und Blutspuren zurückbleiben. Der Sheriff Bill Pardy findet mit Hilfe von Grants Frau Starla und dem Teenager Kylie heraus, dass dahinter ein uralter außerirdischer Organismus steckt, der sich langsam ausbreitet und alles Leben verschlingt. 
Grant, als Wirt des Organismus, übernimmt die gesamte Stadt und verwandelt seine Bewohner in blutrünstige, säurespuckende Zombies, die unter seiner Kontrolle stehen. Als er Starla entführt, unternehmen Bill und Kylie einen Rettungsversuch. In einem finalen Kampf töten sie Grant, der inzwischen zu einem Tentakelmonster mutiert ist, indem sie ihn mit Propangas in die Luft sprengen. Damit werden auch die Zombies „deaktiviert“.
Nach dem Abspann sieht man jedoch eine Katze, kurz bevor sie zum neuen Wirt für den Organismus wird.

## Kritik
„Der Film erweist sich als fröhliche Huldigung an das Science-Fiction-Genre und seine Trash-Traditionen, dessen triviale Schauwerte an den heutigen Hollywood-Standard angepasst werden. Dabei reihen sich mit entwaffnender Offenheit Genre-Motive aneinander, um in einer Mischung aus heiligem Ernst und kokettem Augenzwinkern deren ungebrochene Wirksamkeit zu demonstrieren.“

„Einer jener Horrorfilme, die Widerlichkeiten mit Witz verwechseln. Hier wird munter ohne Sinn und Verstand herum gesplattert und in Blut gebadet. Was bei Peter Jackson in Werken wie "Bad Taste" und "Braindead" noch lustig war, wirkt hier dämlich und nervig. Nur für Fans“

## Auszeichnungen (Auswahl)
Der Film gewann 2007 zwei Auszeichnungen bei den Saturn Awards in den Kategorien Bestes Make-up sowie Filmmaker's Showcase Award.